# Барцель, Райнер

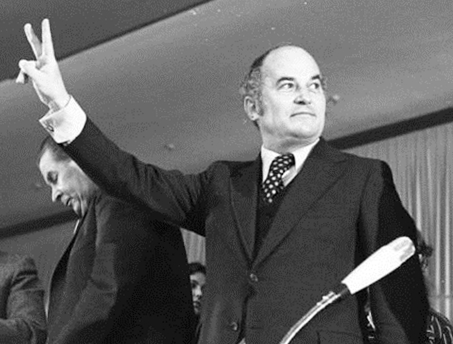
Райнер Барцель во время предвыборной кампании в 1972 году.

Райнер Ка́ндидус Ба́рцель (нем. Rainer Barzel; 20 июня 1924[…], Бранево — 26 августа 2006[…], Мюнхен) — немецкий политический деятель, председатель ХДС (1971—1973), федеральный министр, председатель бундестага (1983—1984).

## Биография
Родился в Браунсберге (Восточная Пруссия, сейчас польский город Бранево) в католической семье, был пятым из семи детей. Его родителями были Кандидус Барцель (1887—1970) и его супруга Мария Скибовски (1894—1977).
В 1941 году окончил среднюю школу в Берлине, куда был переведён его отец — чиновник, и был призван на военную службу. Окончил школу морской авиации и был направлен лётчиком на Восточный фронт — в Крым. Принимал участие в эвакуации немецких солдат из Севастополя. Войну закончил преподавателем лётной школы. В мае 1945 после кратковременного плена был освобождён.
В 1944 году он был награжден Золотой пряжкой «Фронтовой полет» . В последние недели войны он был преподавателем тактики воздушного боя в военно-морском училище в Киле.
После капитуляции в мае 1945 года Барцель остался в Рендсбурге на несколько дней, поскольку британский командующий городом объявил, что в определенный день все солдаты из Рендсбурга будут немедленно освобождены из плена. Этот подарок от оккупационных войск стал следствием того, что британский офицер был сбит над Рендсбургом во время войны и спрятан там отважными гражданами.
В 1945—1949 изучал право в Кёльнском университете. В 1949 году он сдал свой первый государственный экзамен по праву и получил докторскую степень по праву от философа права Эрнста фон Хиппеля, защитив диссертацию на тему «Конституционное регулирование основных прав и обязанностей человека» .
С 1959 года — лейтенант запаса ВМС Германии.

### Политическая карьера
В книге Барцеля 1947 года выпуска, «Интеллектуальные основы партий» прослеживается симпатия к восстановлению Центристской партии. В 1954 году, когда восстановление Центристской партии стало невозможно, он присоединился к ХДС и вскоре после этого членом исполнительного комитета ХДС Вестфалия-Липпе. С 1956 года он был членом исполнительного комитета ХДС Северного Рейна-Вестфалии, которая в то время еще не была региональной ассоциацией, а представляла собой рабочую группу региональных ассоциаций Вестфалии-Липпе и Рейнланда. В ХДС Барцель изначально считался последователем Карла Арнольда и входил в левое крыло ХДС. После смерти Карла Арнольда в 1958 году, Барцель перешел на явно антисоциалистический курс и основал вместе с Францем Йозефом Штраусом «Комитет спасения свободы». Будучи председателем этого комитета, Барцель подвергся давлению после того, как комитет в «Красной книге» изобразил 450 общественных деятелей Федеративной Республики как коммунистов. После публичной критики, которая проводилась в духе параллелей с деятельностью американского политика Джозефа Маккарти, и нескольких уголовных исков от пострадавших, Барзель дистанцировался от этой публикации.
В 1960 году Барцель был избран в федеральный исполнительный совет ХДС. Затем последовали его спорные инициативы, такие как повторное введение смертной казни или объединение выборов на уровне штатов с федеральными выборами. На федеральной партийной конференции в 1962 году, он в меморандуме призвал к рекатолизации позиций ХДС, что вызвало его критику, особенно со стороны северогерманских объединений ХДС и протестантских территорий Баден-Вюртемберга. На федеральной партийной конференции 1966 года он потерпел неудачу в борьбе за пост председателя партии, соперничая с канцлером Людвигом Эрхардом, но был избран первым заместителем председателя ХДС. Когда всего год спустя Эрхард ушел в отставку с поста председателя партии, его преемником был избран не Барцель, а новый федеральный канцлер Курт Георг Кизингер.
В 1962—1963 министр по общегерманским вопросам. В 1964—1973 председатель фракции ХДС/ХСС в бундестаге.

### Лидер оппозиции
Пришедшее к власти в результате выборов 1969 года правительство Брандта — Шееля начало проводить «новую восточную политику», направленную на признание восточных границ и налаживание отношений с СССР и другими восточноевропейскими странами. Болезненный вопрос закрепления послевоенных границ вызвал широкие дискуссии в обществе, основным местом которых стал бундестаг. Заключённые Брандтом в 1970 Московский и Варшавский договора подверглись жёсткой критике оппозицией, характеризовавшей политику СДПГ/СвДП как предательство национальных интересов. Несколько депутатов СДПГ и СвДП покинули свои партии в знак несогласия с «восточной политикой», и правящая коалиция потеряла парламентское большинство. Оппозиции удалось до весны 1972 не допустить ратификации восточных договоров.
Барцель как председатель оппозиционной фракции играл видную роль во внутриполитической борьбе и в октябре 1971 был избран также председателем ХДС.
Апогеем борьбы в бундестаге стал конструктивный вотум недоверия, поставленный на голосование оппозицией 27 апреля 1972 года, он предполагал не только отставку правительства, но и одновременное избрание канцлером Барцеля. Предварительный расклад голосов представлял исход голосования делом решённым, но итоги голосования стали сенсацией — вместо необходимых 249 голосов за отставку Брандта было подано только 247. Этот политический скандал расследовался в ФРГ в 1973 году после пресс-конференции Юлиуса Штайнера и получил название «Дело Штайнера — Винанда». После объединения Германии из документов Штази стало известно, что агент ГДР, депутат бундестага от СДПГ Карл Винанд передал депутатам Юлиусу Штайнеру из ХДС и Лео Вагнеру из ХСС по 50 тыс. западногерманских марок, и они не проголосовали за вотум недоверия. Карл Винанд был осуждён в 1996 году за шпионаж в пользу ГДР.
17 мая 1972 года бундестаг ратифицировал Московский и Варшавский договоры. Однако правительство осталось в подвешенном состоянии. Из-за проведения Олимпийских игр в Мюнхене вопрос о досрочных выборах был отложен до осени. 22 сентября 1972 года канцлер Брандт намеренно проиграл вотум доверия, что позволило президенту Г. Хайнеману распустить бундестаг на следующий день. Окончательный итог дискуссий подвели избиратели на выборах в бундестаг в ноябре 1972, во время которых Барцель был кандидатом блока ХДС/ХСС в канцлеры. Выборы стали самыми успешными для социал-демократов в послевоенной истории. 8 мая 1973 года Барцель подал в отставку с постов председателя ХДС и фракции ХДС/ХСС.

### Дальнейшая жизнь
В 1982—1983 министр внутригерманских отношений. В 1983—1984 председатель бундестага. В 1984 ушёл из политики после политического скандала — так называемой «аферы Флика», связанной с нелегальными партийными пожертвованиями.
После ухода из политики, Барцель работал юридическим консультантом, писателем и политическим консультантом. В 1987 году совместно с польским режиссером он снял фильм о своей новой встрече с родиной в Восточной Пруссии: «В гостях, но не как чужак». Он выразил свою сильную заинтересованность в мире на Ближнем Востоке и в городе Иерусалиме, сняв в 1989 году свой второй фильм: «Иерусалим — город, который нас беспокоит».
После стационарного лечения в больнице, с января 2006 года, он был прикован к инвалидной коляске. Райнер скончался в Мюнхене 26 августа 2006 года, после продолжительной болезни.
5 сентября 2006 года в Боннском соборе по нему состоялась Панихида. 22 сентября того же года были организованы государственные похороны в зале пленарных заседаний немецкого Бундестага в Берлине. С речями о нём выступили канцлер Ангела Меркель, Норберт Ламмерт, бывший канцлер и политический оппонент Гельмут Шмидт.

## Личная жизнь
Первый раз женился в 1948 на Кримхильде Шумахер (ум. 1980), в браке родилась единственная дочь, Клаудия (1949—1977). В марте 1977 года, она покончила жизнь самоубийством. В 1980 году, Крумхильда умирает от рака.
В 1983 женился на Хельге Хензельдер (ум. 1995). Супруга погибла в 1995 году.
В 1997 женился на актрисе Уте Кремер.